# Telipogon williamsii
Telipogon williamsii es una especie  de orquídea epifita. Es originaria de Sudamérica.

## Descripción
Es una orquídea de pequeño tamaño, con hábitos de epífita.

## Distribución y hábitat
Se encuentra en Venezuela, Colombia y Ecuador a elevaciones de 1350 a 2300 metros.

## Taxonomía
Telipogon williamsii fue descrita por Heinrich Gustav Reichenbach y publicado en Orquideologia 25: 127 2008.
Etimología
Telipogon: nombre genérico que deriva de las palabras griegas: "telos", que significa final o punto y "pogon" igual a "barba", refiriéndose a los pelos en la columna de las flores.
williamsii: epíteto
Sinonimia
- Cordanthera andina L.O.Williams
- Stellilabium andinum (L.O.Williams) Garay & Dunst.
- Telipogon andinus (L.O.Williams) N.H.Williams & Dressler[3][4]